# بيتر راسموسن (لاعب كرة قدم دانمركي)
بيتر راسموسن (بالدنماركية: Peter Rasmussen)‏ (2 مارس 1969 في الدنمارك - ) هو مدرب كرة قدم ولاعب كرة قدم دانمركي في مركز الوسط. لعب مع Akademisk Boldklub ‏.

## وصلات خارجية
- بيتر راسموسن على موقع قاعدة بيانات كرة القدم.إي يو (الإنجليزية)
- بيتر راسموسن على موقع عالم كرة القدم.نت (الإنجليزية)